# Alexandre L'Archevêque
Alexandre L'Archevêque est un enseignant, docteur en psychologie, clinicien et poète québécois.

## Biographie
En plus d'enseigner à l'Université du Québec à Montréal ainsi qu'à l'Université de Montréal, Alexandre L’Archevêque est docteur en psychologie, clinicien. Ses recherches portent sur la violence, la destructivité ainsi que sur la phénoménologie de la psychose,.
« Passionné par la pulsion homicide, la perversion et la psychose, il transpose dans son écriture ses champs d'intérêt avec une rigueur sans faille ». En poésie, il fait paraître plusieurs titres aux Éditions du Noroît, soit Morts du ciel (2007), Les mouches, la viande (2010), « un petit recueil minimaliste et cruel; vision implacable du monde tel qu’il est, sans fioritures, sans compromis », Faux sang (2016) ainsi que Carné (2018) en collaboration avec David Berthiaume-Lachance,.

## Œuvres

### Poésie
- Morts du ciel, Montréal, Éditions du Noroît, 2007, 57 p. (ISBN 978-2-89018-606-4)
- Les mouches, la viande, Montréal, Éditions du Noroît, 2010, 80 p. (ISBN 978-2-89018-686-6)
- Faux sang, Montréal, Éditions du Noroît, 2016, 70 p. (ISBN 9782897660208)
- Carné, en collaboration avec David Berthiaume-Lachance, Montréal, Éditions du Noroît, 2018, n.p. (ISBN 9782897661267)